# Menville
Menville település Franciaországban, Haute-Garonne megyében. Lakosainak száma 799 fő (2022. január 1.). Menville Bretx, Le Castéra, Lévignac, Saint-Paul-sur-Save és Thil községekkel határos.

## Népesség
A település népességének változása:
| Lakosok száma | 129  | 193  | 301  | 480  | 669  | 729  | 768  | 781  | 788  | 799  |
|               | 1968 | 1982 | 1990 | 2006 | 2013 | 2015 | 2017 | 2019 | 2020 | 2022 |